# Filozofia renesansu

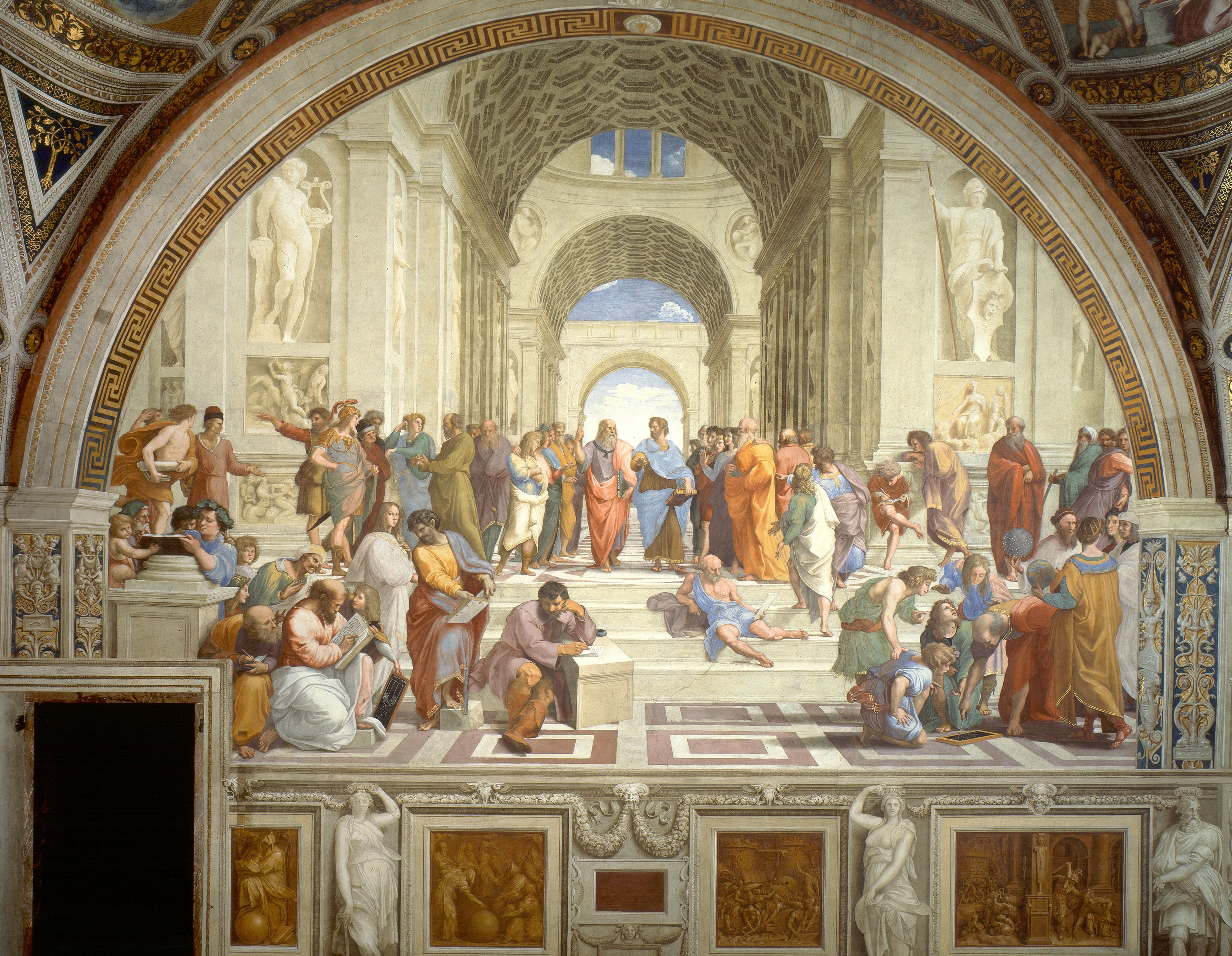
Szkoła Ateńska Rafaela (1509-1510) przedstawia zebranych wielkich filozofów starożytności. Jest ona wyrazem ogromnego zainteresowania myślą antyczną w renesansie.

Filozofia renesansu (filozofia odrodzenia) – okres w zachodniej historii filozofii, pomiędzy filozofią średniowieczną a filozofią nowożytną.
Również inne okresy historyczne określane mianem renesansu (np. renesans XII w. czy rosyjski renesans religijno-filozoficzny) wiązały się ze znaczącym rozwojem myśli filozoficznej.

## Zasadność wyróżniania
Podobnie, jak w przypadku samego renesansu, ramy chronologiczne filozofii renesansowej pozostają sporne i nieostre. Początki renesansu w filozofii rozciągają się od XIV w. we Włoszech, do XVII w. w Wielkiej Brytanii. Podobnie jak i sam renesans, zasadność wyróżniania filozofii renesansowej bywa podważana.
Dla myślicieli Odrodzenia kultura średniowieczna była przede wszystkim całkowitą negacją praw konkretu, zupełnym, niepodważalnym podporządkowaniem konkretu ogółowi, dyktaturą ogólności. Kultura Renesansu broniła przede wszystkim autonomii, samodzielności, wolności podmiotu. Wielu filozofów renesansowych postrzegało swoją działalność jako radykalny przełom intelektualny. To oni zaczęli nazywać poprzednią epokę średniowieczem, określając ją jako okres upadku intelektualnego po epoce starożytności. Filozofia średniowieczna była ich zdaniem mało oryginalna i uzależniona ściśle od teologii. Filozofia odrodzenia miała kończyć te wieki zastoju i odradzać starożytną sztukę filozofii. Współcześni badacze nie podzielają jednak tej oceny. Filozofowie odrodzenia odnosili się bowiem do późnośredniowiecznych, zdegenerowanych form scholastyki, potraktowanej jako najbardziej typowa forma średniowiecznej filozofii. Scholastyka sprowadzała się ich zdaniem do dysput nad wydumanymi problemami czy pojęciami. François Rabelais jako przykład tematu dysputy scholastycznej podawał "Czy chimera unosząc się w próżni może tworzyć intencje wtórne" (Utrum chimera bombinans in vacuo possit secundas intentiones formare).
Współczesne badania, wskazują jednak, że przełom w filozofii rozpoczął się już wcześniej, w wieku XIII i XIV, wraz z odrodzeniem logiki i przyswojeniem wielu starożytnych tekstów. Zakończył go natomiast wiek XVII, który przyniósł charakterystyczny dla filozofii nowożytnej "przełom epistemologiczny", zmianę nacisku w badaniach z zagadnień metafizycznych na zagadnienia epistemologiczne. Filozofia wieku XV i XVI jest więc stadium przejściowym między filozofią średniowieczną a nowożytną.

## Warunki uprawiania filozofii
W epoce odrodzenia nastąpiły również zmiany w warunkach, w jakich uprawiano filozofię. Cechą szczególną myśli filozoficznej Odrodzenia jest jej antyscholastyczny charakter. Średniowieczny model uniwersytetu przechodził kryzys i wielu wybitnych filozofów renesansowych działało poza strukturami uniwersyteckimi. Oprócz hiszpańskiej szkoły w Salamance, brak w tej epoce wybitnych szkół filozoficznych. Przyczyniło się do tego również osłabienie w wyniku reformacji autorytetu Kościoła, instytucji prowadzącej lub nadzorującej większość uniwersytetów. Wielu wybitnych renesansowych filozofów, np. Marsilio Ficino czy Erazm z Rotterdamu, prowadziło intensywną korespondencję z humanistami w całej Europie, upowszechniając swoje idee i dyskutując na ich temat.
Innym istotnym czynnikiem jest rozwój literatur w językach wernakularnych, gdyż używana w średniowieczu łacina stała się obiektem krytyki. Humaniści dążyli do jej oczyszczenia i odtworzenia łaciny klasycznej. Oprócz sięgania do oryginalnych tekstów, tłumaczono je również na języki narodowe, tworząc w nich zręby słownictwa filozoficznego. W konsekwencji powstały narodowe tradycje filozoficzne, takie jak francuska (np. Michel de Montaigne, Louis Le Roy), włoska (Alessandro Piccolomini, Benedetto Varchi, Bernardo Segni, Giambattista Gelli), czy polska (Sebastian Petrycy). Większość utworów filozoficznych pisanych było nadal po łacinie.

## Początki

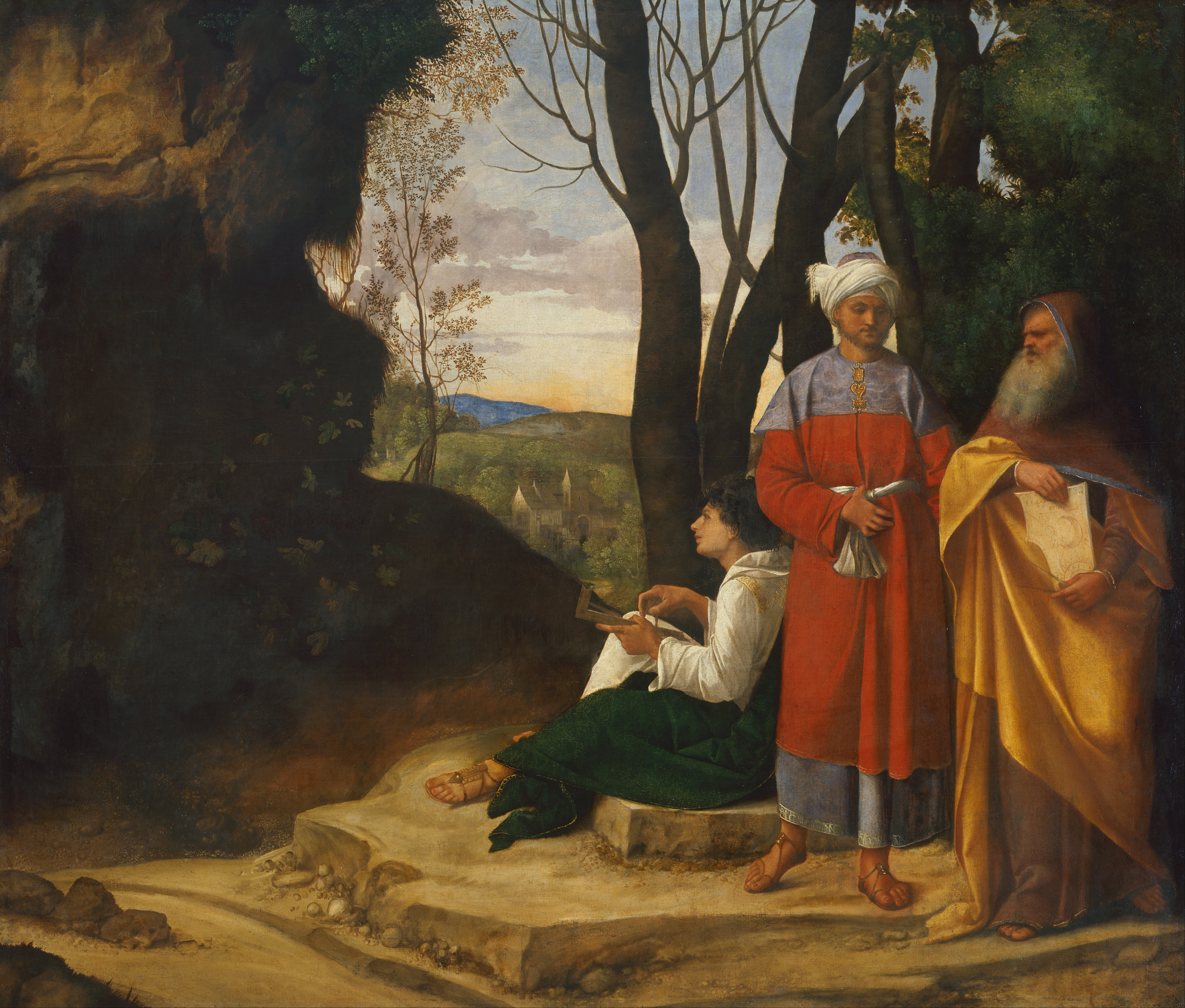
Trzej filozofowie Giorgiona. W jednej z interpretacji, obraz przedstawia symbolicznie rozwój filozofii. Starzec reprezentuje filozofię starożytną, przekazazywaną za pośrednictwem mężczyzny w turbanie (awerroizm) młodzieńcowi, uosabiającemu nową, renesansową filozofię przyrody (ok. 1505)

Jedną z ważniejszych inspiracji powstania humanizmu włoskiego była imigracja do Włoch uczonych bizantyńskich, przynoszących ze sobą platonizm i wiele nieznanych wcześniej starożytnych pism greckich. Jednym z bardziej znanych Bizantyńczyków w Italii był Manuel Chryzoloras, wychowawca wielu włoskich humanistów. Wpływy bizantyńskie zainspirowały prąd filologiczny włoskiego humanizmu, rozwój zainteresowania greką i próby oczyszczenia łaciny z naleciałości średniowiecznych, powrotu do języka Cycerona. Żywy rozwój medycyny na uniwersytetach średniowiecznych Włoch, mniej skrępowanych obyczajowo i teologicznie niż uniwersytety północnej Europy, stał się inspiracją dla przyrodniczego prądu humanizmu włoskiego. Prąd przyrodniczy obecny był zwłaszcza w arystotelizmie padewskim, inspirowanym w dużym stopniu filozofią i nauką arabską, ale także w platonizmie i jego zainteresowaniu matematyką i budową kosmosu. Platonizm ten nadawał włoskiemu humanizmowi cechy silnie spirytualistyczne, poetyckie i mistyczne, ale też spekulatywne – obie te cechy odróżniały humanizm włoski od bardziej wyważonego, skupionego raczej na zagadnieniach politycznych i etycznych, inspirowanego przez stoicyzm humanizmu Europy Północnej.
Wśród Bizantyńczyków, którzy wywarli znaczny wpływ na filozofię i kulturę XV-wiecznej Italii, obok Manuela Chrysolorasa, należy wymienić Gemistosa Plethona, którego wykłady we Florencji dały początek Akademii Platońskiej we Florencji, kardynała Jana Bessariona, platonika, twórcę nowej interpretacji filozofii Arystotelesa, Jana Argyropoulosa oraz arystotelików Teodora z Gazy i Jerzego z Trapezuntu. Oś sporów bizantyjskich uczonych wczesnego renesansu stanowiła jedność i różność filozofii Arystotelesa i Platona. Spór ten przyczynił się do powstania wielu nowych koncepcji dotyczących relacji poglądów tych filozofów, a także do odrodzenia i rewaluacji mało znanych średniowieczu form platonizmu i arystotelizmu, zwłaszcza neoplatonizmu Plotyna i arystotelizmu Aleksandra z Afrodyzji.
Za pierwszego filozofa nowożytnego uważa się często Mikołaja z Kuzy. Jest on jednak filozofem bardzo oryginalnym i trudnym do jednoznacznej klasyfikacji, a jego myśl jest złożona i trudna. Związki Mikołaja z Kuzy z filozofią renesansu polegają przede wszystkim na dużej zależności od pogańskiej tradycji neoplatońskiej – Plotyna, Proklosa i Jamblicha, a także platonizujących greckich filozofów chrześcijańskich i ojców kościoła (jak Pseudo-Dionizy Areopagita) i średniowiecznych panteistów (jak Jan Szkot Eriugena). Jego teoria "uczonej ignorancji" zbliża go do późnośredniowiecznej mistyki (np. Mistrza Eckharta), w pewnym stopniu stanowiąc zapowiedź antyracjonalizmu i fideizmu reformacji. Jego tzw. panteizm ma charakter spekulatywny i zbliża go do renesansowej filozofii przyrody. Mikołaj z Kuzy był także prekursorem tendencji filologicznej w myśli renesansu – w czasie podróży na Wschód zbierał greckie manuskrypty, interesował się zachowanymi w Bizancjum pozostałościami kultury starożytnej.

## Główne nurty

### Humanizm

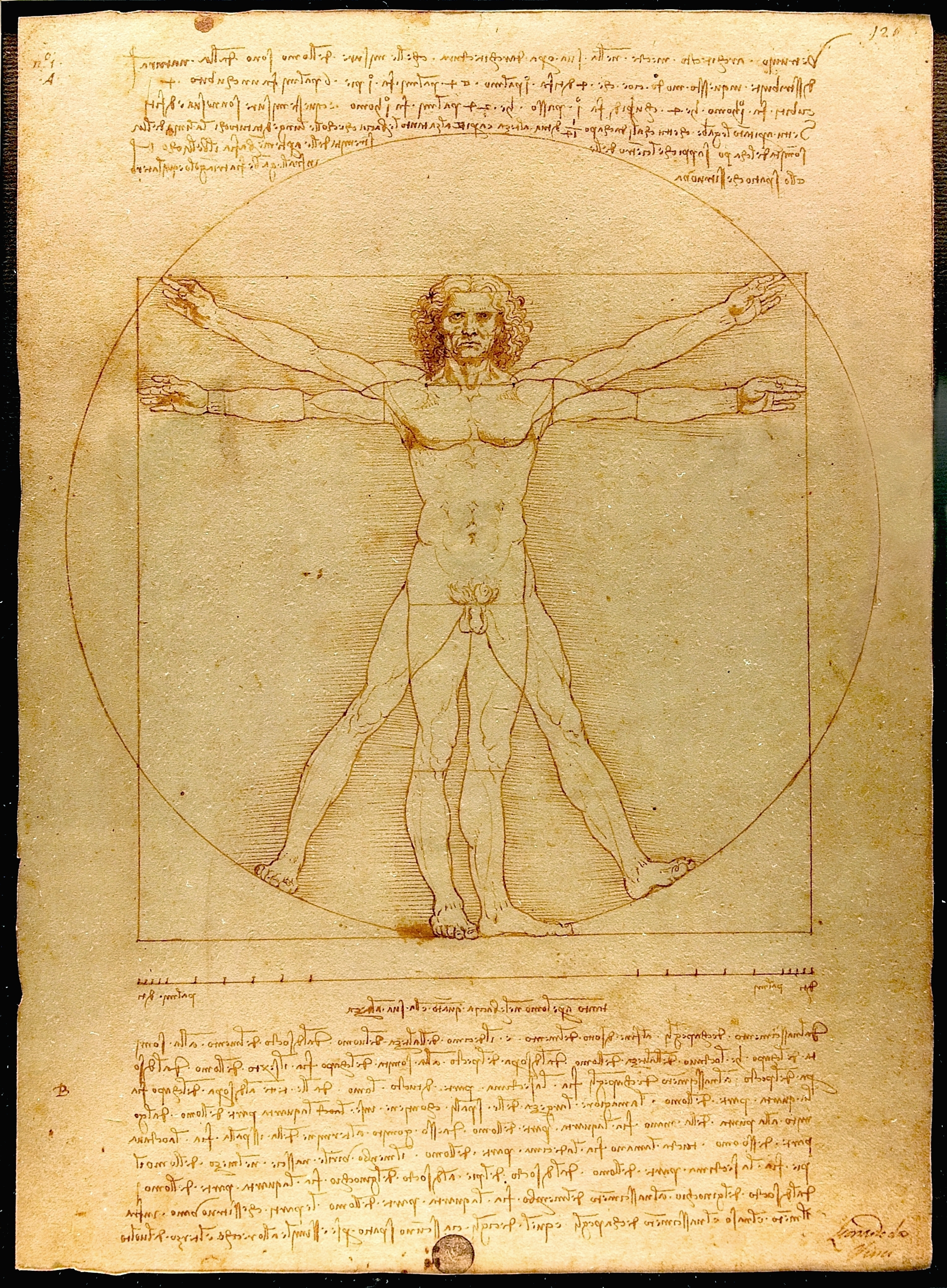
Człowiek witruwiański Leonarda da Vinci może być symbolem odrodzenia zainteresowania starożytnością oraz renesansowego antropocentryzmu.

Humanizm był najbardziej charakterystycznym nurtem renesansu, decydując o odrębności epoki wobec średniowiecza. Rozwinął się w XV i XVI w. we Włoszech, skąd jego wpływy rozprzestrzeniły się na całą Europę. Poza Włochami, czołowymi humanistami byli m.in. Erazm z Rotterdamu w Niderlandach, Johannes Reuchlin w Niemczech, czy Sebastian Petrycy w Polsce.
Nurt ten miał dwie charakterystyczne cechy: fascynację kulturą starożytnej Grecji i Rzymu oraz antropocentryzm. Silne przywiązanie do kultury antycznej odróżnia z kolei renesansową postać humanizmu od innych nurtów określanych tym mianem.
Humanizm był szerokim ruchem, który wywarł wpływ na kulturalny, polityczny, społeczny i literacki krajobraz Europy. Swój właściwy początek miał we Florencji w ostatnich dziesięcioleciach XIV wieku, np. w twórczości Petrarki.
Humanizm renesansowy ożywił studia klasycznej łaciny i greki, co spowodowało odnowę naukowej i filozoficznej myśli starożytnej, a także klasycznej poezji i sztuki.

### Arystotelizm
W okresie renesansu arystotelizm pozostał dominującym nurtem filozoficznym, przenikając całą ówczesną filozofię. O znaczeniu Arystotelesa i arystotelików świadczyć może to, że w żadnym innym okresie nie napisano tylu komentarzy do ich pism . W stosunku do poprzedniego okresu, większe znaczenie zaczęto przywiązywać do pism Stagiryty z zakresu filozofii przyrody, a także np. Poetyki .
Obok wcześniej znanych komentarzy autorów żydowskich i muzułmańskich, powszechnie czytano również teksty filozofów greckich i bizantyńskich, takich jak Aleksander z Afrodyzji, Temistiusz, Amoniusz, Jan Filopon, czy Symplicjusz z Cylicji. Arystotelizm pozostawał obecny jako podstawowa rama teoretyczna dyskusji filozoficznych i źródło wpływów. Łączono go z myślą chrześcijańską, platonizmem i innymi nurtami. Taki chrześcijański arystotelizm był promowany przez papieża Mikołaja V na wiodącą doktrynę filozoficzną Kościoła katolickiego, mającą zapewnić spójność świata chrześcijańskiego. Duże znaczenie miała także powstała na hiszpańskim Uniwersytecie w Salamance szkoła scholastyczna, której przedstawicielami byli Francisco de Vitoria, Pedro da Fonseca, Francisco de Toledo, Franciszek Suárez i Domingo de Soto .
Filozofów, którzy wyraźnie deklarowali się jako arystotelicy było jednak niewielu, znacznie częściej uznawali się oni za przedstawicieli kierunków wywodzących się z arystotelizmu, np. tomistów czy awerroistów. We Włoszech arystotelizm podzielił się na dwa nurty. Pierwszy z nich, awerroizm, rozwijany był w Padwie przez takich filozofów jak Paweł z Wenecji, Alessandro Achillini, Eliasz del Medigo, Nicoletto Vernia i Agostino Nifo. Drugi nurt arystotelizmu związany był z naukami Aleksandra z Afrodyzji i jego głównym ośrodkiem była Bolonia. Do grona aleksandrystów zalicza się Pietra Pomponazziego, Jacopo Zabarellę czy nauczający w Pizie Szymon Porta.
W Polsce arystotelizm reprezentowany był m.in. przez Sebastiana Petrycego. Jego przekład na polski pism Arystotelesa był istotnym wkładem w powstanie filozofii polskiej.

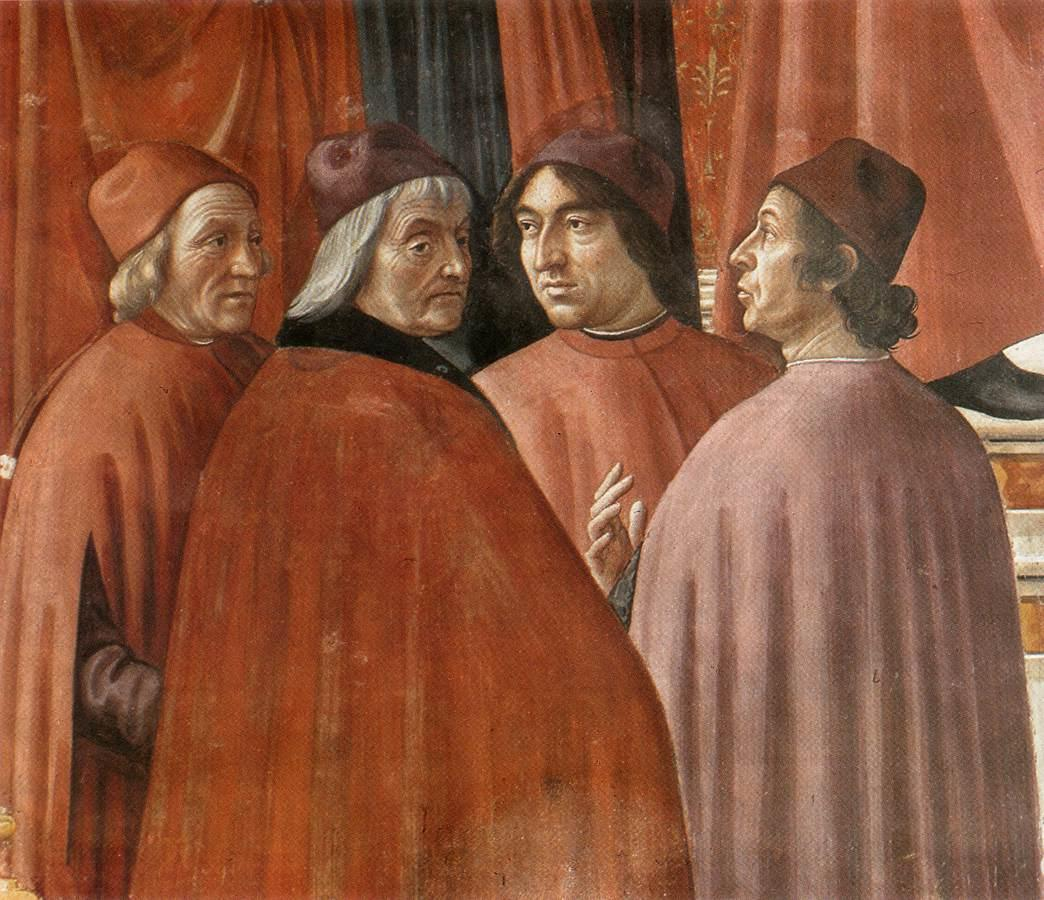
Domenico Ghirlandaio, fresk Zachariasz w świątyni w kaplicy Tornabuoni w kościele Santa Maria Novella we Florencji, detal przedstawiający Marsilia Ficino, Cristofora Landino, Angela Poliziano i Demetriosa Chalkondylesa.

### Platonizm
Odrodzenie zainteresowania Platonem i jego kontynuatorami było częścią powrotu humanistów do zainteresowania kulturą starożytną. Głównym ośrodkiem renesansowego platonizmu byłą Florencja. W 1462 r., z inspiracji Kosmy Medyceusza Marsilio Ficino założył Akademię Florencką. Instytucja była wzorowana na Akademii Platona i była nie tyle szkołą, co miejscem spotkań i dyskusji, ośrodkiem tłumaczeń pism Platona i platoników oraz centrum, z którego zainteresowanie tym nurtem promieniowało na całą Europę. W Akademii dokonano przekładu wielu dzieł, m.in. wszystkich dialogów Platona, a także pism neoplatońskich, patrystycznych, hermetycznych i hymnów orfickich. Platonicy florenccy starali się godzić nauki Platona z chrześcijaństwem. Jego nauka o ideach i duszy wydawała się renesansowym humanistom harmonizować z Pismem Świętym. Duże znaczenie miała też, rozwijana w Akademii, koncepcja miłości platonicznej.
Wśród wybitniejszych członków Akademii wymieniani są: Giovanni Pico della Mirandola, Francesco Cattani da Diacceto, Leone Battista Alberti, Cristoforo Landino, Wawrzyniec Wspaniały, Donato Acciaiuoli, Angelo Poliziano czy Girolamo Benivieni

### Pozostałe nurty

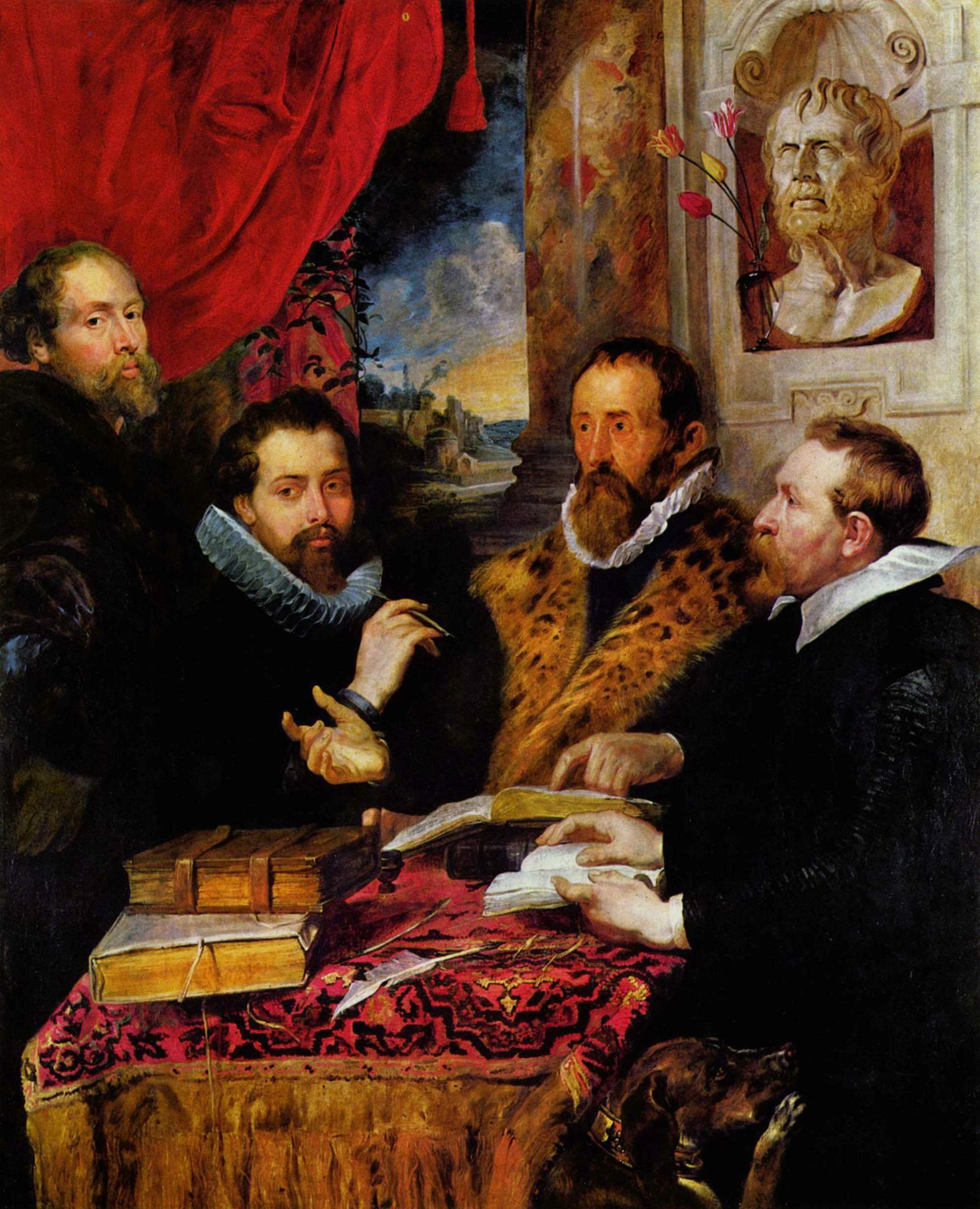
Czterech filozofów Petera Rubensa (ok. 1615). Pod popiersiem Seneki od lewej: malarz, jego brat Philip (uczeń Lipsiusa), Justus Lipsius i Jan Wowerius.

Humanizm, arystotelizm i platonizm tworzyły główny nurt filozofii renesansu. Pogłębione studia nad kulturą starożytną odnowiły jednak również zainteresowanie innymi nurtami filozofii antycznej.
Odrodzenie zainteresowania stoicyzmem było już zasługą Petrarki. Cenił on szczególnie pisma Seneki i Cycerona z zakresu filozofii moralnej. Pisma Cycerona stały się również dla renesansowych humanistów wzorem retoryki (cyceronianizm). W XVI w. powstał nurt nazwany neostoicyzmem, którego głównym przedstawicielem był Flamand Justus Lipsius. Lipsius i inni neostoicy starali się pogodzić doktrynę stoicką z chrześcijaństwem .
W okresie średniowiecza epikureizm oceniany był jednoznacznie negatywnie. Oskarżano go o skrajny materializm i hedonizm. W 1417 r. Gianfrancesco Poggio Bracciolini odnalazł De rerum natura Lukrecjusza. Między 1424 a 1433 rokiem Ambrogio Traversari przetłumaczył żywot Epikura, będący częścią Żywotów i poglądów słynnych filozofów Diogenesa Laertiosa. Stały się one podstawą nowej oceny epikureizmu. Epikureizmu bronili m.in. Francesco Filelfo, Cosma Raimondi i Lorenzo Valla .
Renesans przyniósł również odnowienie zainteresowania sceptycyzmem. Zainteresowanie poglądami Pirrona i Sekstusa Empiryka było szerokie i znacząco wpłynęło na renesansową epistemologię. Sceptycyzm był w mniejszym stopniu postrzegany jako samoistna doktryna filozoficzna. Częściej uznawany był za źródło pytań epistemologicznych, oraz podstawa ataków na scholastykę. Głównymi zwolennikami sceptycyzmu byli Michel de Montaigne, Pico della Mirandola, Heinrich Cornelius Agrippa i Francisco Sanches .
Wśród filozofów renesansowych ogromną popularnością cieszyły się też różne pisma okultystyczne i magiczne. Chętnie odwoływano się do mądrości starożytnych Egipcjan i Chaldejczyków. Wielu zwolenników miała Kabała i Corpus Hermeticum. Wielu filozofów i humanistów było też jednocześnie alchemikami.

## Filozofia przyrody

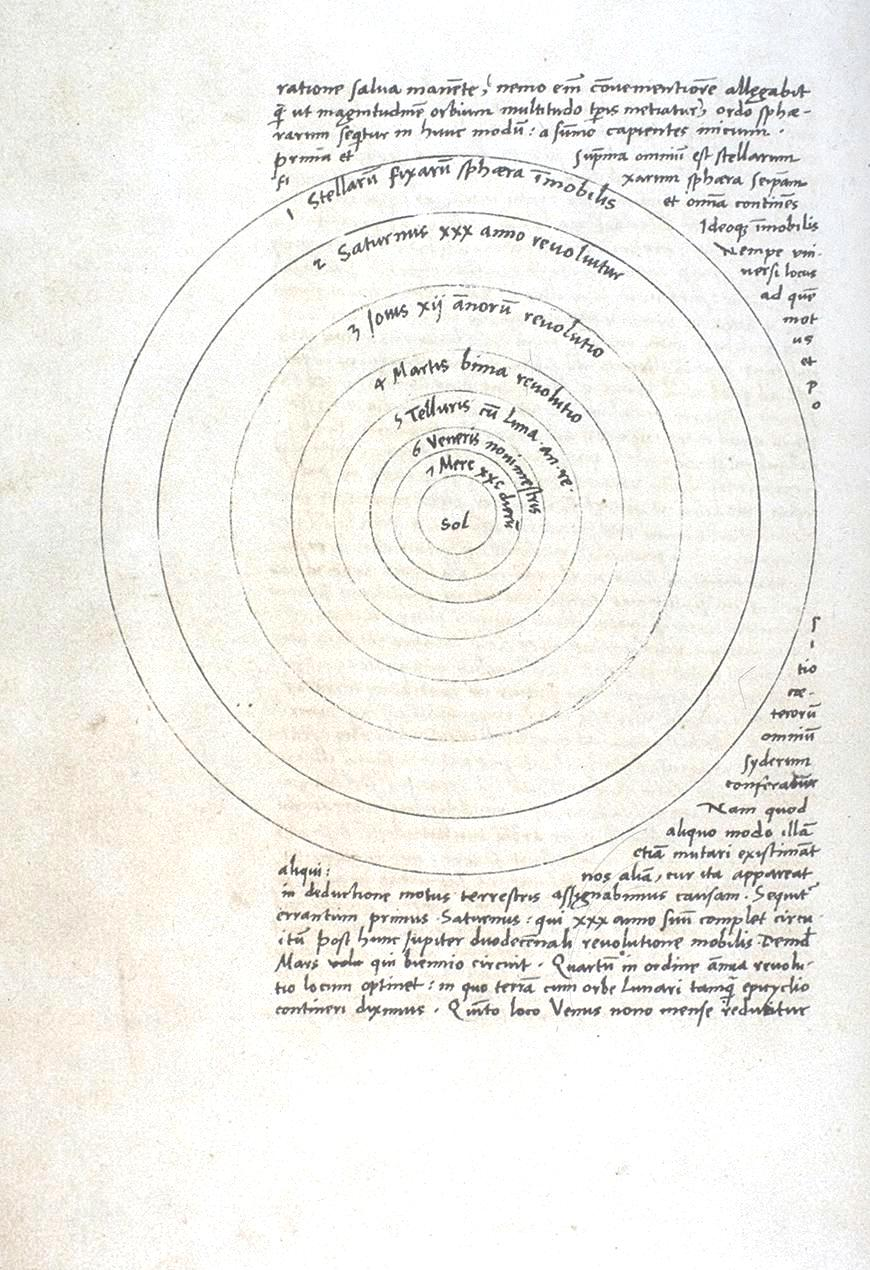
Strona z rękopisu De revolutionibus orbium coelestium Kopernika (p. 9 verso)

Rozwój filozofii przyrody był jednym z zasadniczych rysów filozofii renesansu. W dużej mierze polegała ona na krytyce arystotelizmu i poszukiwaniu nowych dróg wyjaśniania zjawisk przyrodniczych, opartych na obserwacji, eksperymencie, oraz szerszym wykorzystaniu matematyki. W początkowym okresie filozofowie przyrody nastawieni byli panteistycznie, łącząc często filozofie przyrody z magią i alchemią, w okresie późniejszym metodologicznie. Renesansowa filozofia przyrody w znaczący sposób przyczyniła się do rozwoju metody naukowej, i stała się podstawą do wyodrębnienia się nauki z filozofii w epoce nowożytnej.
W 1543 ukazało się De revolutionibus orbium coelestium Mikołaja Kopernika. Samo dzieło nie miało filozoficznego charakteru, miało jednak olbrzymie konsekwencje dla podglądów na naturę rzeczywistości, miejsce człowieka w świecie, a także stosunek do dawnych autorytetów: Biblii, Arystotelesa i Ptolemeusza. Zmiany te określa się mianem przewrotu kopernikańskiego. Odtąd stopniowo poglądy oparte na autorytecie, zastępowane były przez systematyczną obserwację i eksperymenty. Proces ten prowadził niejednokrotnie do konfliktu z Kościołem katolickim. W 1633 r. przed Kongregacją Świętego Oficjum odbył się proces Galileusza, w wyniku którego został on skazany na areszt domowy za obronę teorii heliocentrycznej. W 1600 r. w Rzymie spalony został Giordano Bruno. Bruno był zwolennikiem teorii heliocentrycznej, który jako pierwszy umieścił system słoneczny w nieskończonej przestrzeni. Uważał również, że we wszechświecie istnieje wiele podobnych słonecznemu systemów . Szczególne zasługi dla ukształtowania się nowożytnej metody naukowej opartej na eksperymencie i indukcji miał Francis Bacon, uważany też za jednego z twórców empiryzmu.
Innymi wybitnymi filozofami przyrody byli Bernardino Telesio, Francesco Patrizi i Tommaso Campanella.

## Filozofia polityczna

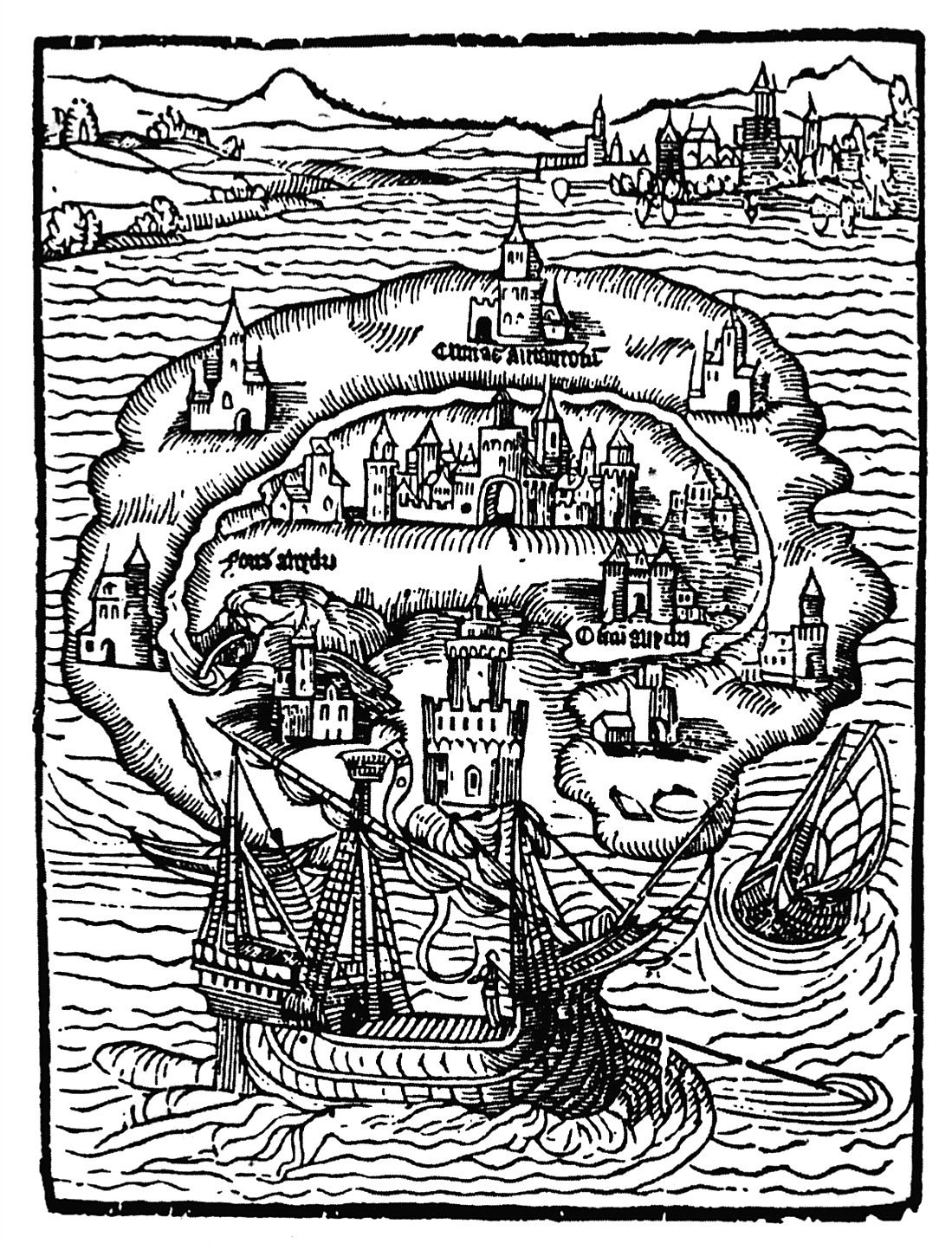
Drzeworyt do Utopii Tomasza Morusa (Ambrosius Holbein, 1518)

Rozwój humanizmu miał także zasadnicze znaczenie dla filozofii politycznej. Przełomowymi pracami, od których rozpoczyna się historia nowożytnej myśli politycznej, są Książę Niccolò Machiavellego (1513) i Utopia Thomasa More'a (1516). Były to prace zasadniczo odmienne od siebie, wyznaczające pewne pole refleksji politycznofilozoficznej w nadchodzącej epoce. Książę jest przetworzeniem średniowiecznego gatunku zwierciadeł – porad dla władców. Odchodzi jednak od moralistyki, nakazując oprzeć politykę na racjonalnej kalkulacji wynikającej z obiektywnych interesów, którymi są utrzymanie władzy i dobro państwa. Naczelnym przykazaniem władcy jest prowadzić politykę skuteczną, która ma zapewnić ład i porządek w królestwie. Władców, którzy kierują się jedynie normami moralnymi czeka klęska, a co za nią idzie, ich poddanych spotka nieszczęście. Machiavelli w swojej pracy kontynuuje tradycję realizmu politycznego, ustanawiając jednocześnie autonomię państwa i sfery politycznej. Choć często Książę był odczytywany jako apologia władzy autorytarnej, interpretacja ta nie jest jednoznaczna, tym bardziej, że Machiavelli jest autorem również Rozważań nad pierwszym dziesięcioksięgiem historii Rzymu Tytusa Liwiusza - pracy wychwalającej wartości republikańskie. Innym renesansowym realistą był Jean Bodin, który w Sześciu księgach o Rzeczypospolitej dał podwaliny pod francuski absolutyzm, oraz pod współczesne pojęcie suwerenności.
Z kolei Utopia Morusa opisuje idealny ustrój, który można określić jako "demokratyczny komunizm". Stała się ona wzorcem dla innych utworów tego gatunku (np. Miasta Słońca Tommaso Campanelli), które będąc krytyką istniejącej rzeczywistości społeczno-politycznej, starały się zaprojektować rozumny, idealny czy sprawiedliwy porządek instytucji.
Na ożywienie refleksji politycznej w dużym stopniu wpłynęła też reformacja. Pisma Lutra, Kalwina i innych reformatorów niosły ze sobą nowe koncepcje wolności, legitymizacji władzy, czy relacji władzy i religii.